# Сантяго Годой
Сантяго Леандро Годой (на испански: Santiago Leandro Godoy) е аржентински футболист, който играе на поста централен нападател. Състезател на ЦСКА.

## Кариера
Годой е бивш играч на „Расинг Клуб“, „Чакарита Хуниорс“ и „Торенсе“.
На 20 юли 2023 г. Годой е обявен за ново попълнение на старозагорския „Берое“. Дебютира на 22 септември при загубата с 1:0 като гост на „Ботев“ (Враца). На 8 август 2025 г. Годой е обявен за ново попълнение на ЦСКА.

## Успехи

### Индивидуални
- Голмайстор на А група: 2024/25 (18 гола)